# Islandia na Mistrzostwach Świata w Lekkoatletyce 2015
Islandia na Mistrzostwach Świata w Lekkoatletyce 2015 – reprezentacja Islandii podczas Mistrzostw Świata w Pekinie liczyła 2 zawodniczki, które nie zdobyły medalu.

## Występy reprezentantów Islandii

### Kobiety

#### Konkurencje biegowe
| Konkurencja   | Zawodnik            | Runda 1      | Runda 1 | Półfinał | Półfinał | Finał    | Finał   |
| Konkurencja   | Zawodnik            | Rezultat     | Pozycja | Rezultat | Pozycja  | Rezultat | Pozycja |
| ------------- | ------------------- | ------------ | ------- | -------- | -------- | -------- | ------- |
| Bieg na 800 m | Aníta Hinriksdóttir | 2:01,01 (SB) | 20.     | NQ       | NQ       | NQ       | NQ      |

#### Konkurencje techniczne
| Konkurencja    | Zawodnik           | Eliminacje | Eliminacje | Finał    | Finał   |
| Konkurencja    | Zawodnik           | Rezultat   | Pozycja    | Rezultat | Pozycja |
| -------------- | ------------------ | ---------- | ---------- | -------- | ------- |
| Rzut oszczepem | Ásdís Hjálmsdóttir | 56,72 m    | 29.        | NQ       | NQ      |